# 竺瑤
竺 瑤（じく よう、生没年不詳）は、東晋の軍人。東晋の勢力拡大に貢献した。

## 生涯
東晋に仕え、寧朔将軍に任じられていた。
興寧3年（365年）3月、洛陽を守備していたが、前燕の太宰慕容恪率いる軍に攻められて陥落した。竺瑤は襄陽へ敗走した。
太和5年（370年）4月、大司馬桓温は前燕の建威将軍袁瑾討伐を決め、督護に任じられていた竺瑤・督護矯陽之らを遣わした。竺瑤らは水軍を率いて進軍、武丘で袁瑾、前燕の援軍と戦って勝利した。
太和6年（371年）11月、桓温は皇帝司馬奕を廃することを決め、使者として竺瑤・散騎侍郎劉亨を遣わした。竺瑤らは司馬奕及び璽綬を収容した。
寧康元年（373年）11月、前秦軍の梁州・益州に対し、荊州刺史桓豁は江夏相に任じられていた竺瑤を援軍として遣わした。広漢郡太守趙長らが戦死したのを聞き、竺瑤は軍を退いた。
寧康2年（374年）5月、益州刺史に任じられていた竺瑤は、威遠将軍桓石虔と3万の兵を率いて、墊江に拠った。墊江を守っていた前秦の寧州刺史姚萇を破り、敗れた姚萇は五城へ退いた。竺瑤と桓石虔は巴東へ移って駐屯した。
これ以後の事績は記されていない。